# Anton Stergar
Anton Stergar, slovenski duhovnik in teolog, * 3. februar 1879, Mali Vrh, † 13. marec 1954, Maribor.

## Življenje
Anton Stergar se je rodil na Malem Vrhu v kmečki družini očetu Jožetu in materi Mariji, rojeni Požar. Gimnazijo je obiskoval v Mariboru, kjer je bil gojenec deškega semenišča. Po maturi leta 1897 je študiral teologijo in 25. julija 1901 prejel mašniško posvečenje. Kot kaplan je najprej deloval v Starem trgu pri Slovenj Gradcu, nato do leta 1903 v Laškem, zatem pa od leta 1903 do 1916 v Mariboru pri Sv. Magdaleni. Leta 1916 je po smrti tamkajšnjega župnika Simona Gaberca postal za tri mesece in pol provizor in še istega leta prevzel službo župnika in dekana, ki jo je opravljal do smrti.
Stergar je med leti 1903 in 1912 objavil precej prispevkov v Voditelju v bogoslovnih vedah iz praktične pastoracije in cerkvenega prava, med njimi Pouk slovenskih otrok v nemških šolah, Kako urediti divje zakone, Duhovnik pri bolniku, Dušni pastir in časopisje. Sestavil je tudi obsežno zbirko življenjskih primerov za pridigarje in katehete, ki je ostala v rokopisu.

## Projekt nove cerkve sv. Marije Magdalene v Mariboru
Stergar je bil ključna osebnost pri na koncu neuresničenem projektu nove cerkve sv. Marije Magdalene v Mariboru. S to idejo se je pričel ukvarjati že njegov predhodnik Tomaž Rožanc (župnik od 1871 do smrti 1902). Župnija, ki je tedaj obsegala celoten mariborski desni breg Drave, je namreč z gospodarskim razvojem tega dela mesta in izgradnjo železniških delavnic (1863) in železničarske kolonije (1863–1874) znatno pridobila na številu župljanov. Tako se je od leta 1882, ko jih je bilo 9.080, v naslednjih 20 letih število povzpelo na 12.680. Rožanc je že začel z zbiranjem finančnih sredstev in je leta 1901 tudi najel graškega arhitekta Hansa Pascherja, da mu je naredil načrt za neogotsko cerkev, ki bi ohranila nekatere stavbne elemente stare cerkve. Drug načrt je Pascher izdelal leta 1902, vendar je smrt Rožanca v še istem letu projekt ustavila. Njegov naslednik Simon Gaberc (župnik od 1903 do smrti 1916) je sicer nadaljeval z zbiranjem sredstev, vendar je zaradi pastoralnih obveznosti misel o gradnji puščal na strani.
Ko je Stergar sredi 1. svetovne vojne leta 1916 prevzel župnijo, se je takoj lotil projekta nove cerkve. Knezoškofijskemu ordinariatu je predložil namero o izgradnji »vojnospominske cerkve«, ki bi služila kot župnijska, dekanijska in cerkev v spomin vsem padlim, katerih imena bi bila popisana v notranjosti. Pri Pasherju je naročil nove načrte, domnevno, da bi bila nova cerkev videti bolj monunentalno. Ni več razmišljal o predelavi stare cerkve, pač pa le še o novogradnji, poleg tega pa tudi o novi lokaciji v trikotno zasnovanem današnjem Trgu revolucije, neposredno ob Starem mostu, zgrajenem nedavno, leta 1913. Danes na mestu predlagane lokacije stoji Mariborski dvor (1926). Odlična lokacija bi omogočala, da bi bila cerkev vidna neposredno iz mostu, hkrati pa bi se nahajala tudi blizu središča mesta. Gradbenemu društvu je pod Stergarjevim vodstvom že uspelo odkupiti večino parcel na novi lokaciji. Konec leta 1917 je zaprosil občinski svet za gradbeno dovoljenje, in čeprav je bila večina svetnikov za, sta gradnji nasprotovala župan Johann Schmiderer in podžupan Karel Nasko, saj sta bila načelno proti gradnji novih sakralnih objektov, ki so se jima zdeli nepotrebni. Kljub oviram je bila težnja po gradnji aktualna še vse do leta 1920. V teh letih (1917–1920) je Pasher pripravil nove načrte. Šlo je za primerke neorenesančne ali neoromanske arhitekture bodisi na stari bodisi na novi lokaciji. Po letu 1920 je ideja o gradnji zamrla, najbrž zaradi političnih in gospodarskih razlogov. Pascherjeva cerkev bi bila, v primeru, da bi bila uresničena (katerakoli od različic), pomemben spomenik mariborski arhitekturi in bi predstavljala tudi enega izmed vrhuncev v Pasherjevi karieri.
Po nekajletnem zatišju je leta 1923 Stergar iz neznanega razloga naročil nove načrte, tokrat pri Jožetu Plečniku. Skupaj s svojim učencem Francetom Tomažičem je Plečnik pripravil tri načrte, nekoliko kasneje pa še četrtega. Vse različice so predvidevale novo cerkev ob stari, tako da bi se le-ta vkomponirala v enotno arhitekturo. Posebej zanimiva se zdi različica 3, ki je predvidevala enotno dvorano v obliki črke J, prezbiterij pa postavljen na sredino cerkve v ladjo, kar je bilo za tisti čas vizionarsko. Stergarja omenjeni modernistični načrti niso pritegnili, saj bi imela cerkev nenavadno in prisiljeno obliko (zaokroženo os), bila bi predolga in preozka in premalo praktična. Tudi Plečnikovi načrti, v kolikor bi bili realizirani, bi predstavljali pomemben arhitekturni spomenik mestu in temu obdobju v širšem slovenskem prostoru.
Da bi gradnja čimhitreje stekla, je nato novi lavantinski knezoškof Andrej Karlin predlagal izvedbo natečaja, župniku pa naročil nakup nekaj sto tisoč kosov opeke. Tako je gradbeno društvo leta 1924 objavilo javni natečaj, ki so se ga lahko udeležili vsi arhitekti iz Kraljevine Srbov, Hrvatov in Slovencev. V osnovni ideji je bila rušitev stare cerkve in na njenem mestu izgradnja nove, tokrat zaradi večjega izkoristka prostora obrnjena proti jugu. Do februarja 1925 je prispelo 34 projektov, od katerih je prvo nagrado prejel Zagrebčan Stjepan Podhorsky, drugo Ivan Vurnik, tretjo pa arhitekti Rada Kregarja iz Ljubljane. Gradbeni odbor je naposled vzel v obzir načrt Ivana Vurnika, poleg tega pa še načrt Mariborčana Maxa Czeikeja, ki sprva ni prišel v ožji izbor. Njegov načrt je predvideval tradicionalno neobaročno cerkev. Pri tem razlogi za zavrnitev Podhorskyjevega načrta ostajajo neznani. Stergar je nato oba načrta predlagal ordinariatu in se zavzel za Czeikejevega. Ko je naposled ordinariat dal Stergarju kot odgovornemu za gradnjo proste roke pri izbiri, se je tudi gradbeno društvo izreklo v prid Czeikeju. 4. julija 1925 so tudi pridobili gradbeno dovoljenje. Gradnja pa tudi tokrat ni stekla, saj so se pojavile finančne težave. Prodaja nekaterih zemljišč, ki naj bi služila za enega izmed pomembnih virov, je propadla, saj je njihova vrednost močno upadla in tudi kupcev ni bilo več. Cerkev naj bi predvidoma stala 3,5 milijona dinarjev. Gradbeno društvo je bilo primorano že kupljeno opeko prodati, seveda po nižji ceni. Zaradi tega je bil Stergar na škofiji označen za nesposobnega in za glavnega krivca, škof Karlin pa se je od projekta distanciral.
Zadnji Stergarjev poizkus za izgradnjo je bil leta 1934, ko je bila pri stari cerkvi porušena Turkova hiša in je ideja o cerkveni novogradnji spet prišla na plan. Poleg tega je leta 1931 župnija štela že 24.823 župljanov. Še vedno je ostajala težava neurejenosti desnega brega Drave, vendar je Stergar že načrtoval poklicati Plečnika, tokrat za načrt nove cerkve, ki bi staro ohranil, in to kot popolnoma samostojen objekt. A tudi ta pobuda ni zaživela. Leta 1938 je bila na sedanji Cesti zmage zgrajena nova cerkev sv. Rešnjega telesa, ki je bila dvakrat večja od magdalenske in je zato župnijsko močno razbremenila. Kljub temu se je Stergar še vedno oklepal ideje nove župnijske cerkve. Nato je posegla vmes 2. svetovna vojna, ko je okupator ukinil gradbeno društvo in zaplenil zemljišča, s čimer je tudi ta poizkus dokončno propadel.
Po vojni razmere v komunistični državi niso dopuščale realizacije projekta, naposled pa so bile na teritoriju župnije še ustanovljene nove župnije: Sv. Jožef (že med vojno, 1940), Sv. Rešnje telo (1953), Radvanje (1957), Tezno (1965), Pobrežje (1972), Sv. Križ (1976), in Sv. Janez Bosko (1987). Potreba po novi večji magdalenski cerkvi je bila tako odpravljena.